# Tornike Kipiani
Tornike Kipiani (grúzul: თორნიკე ყიფიანი) (Tbiliszi, 1987. december 11. – ) grúz énekes, dalszerző. Ő képviselte volna Grúziát a 2020-as Eurovíziós Dalfesztiválon, majd képviseli ténylegesen 2021-ben.

## Zenei karrierje
2014-ben jelentkezett az X Factor grúz változatának első évadába, ahol mentora Tamta volt. A tehetségkutatót végül sikerült megnyernie. 2017-ben részt vett az eurovíziós grúz előválogatóban, ahol Giorgi Bolotashvilivel közösen adták elő a "You Are My Sunshine" című dalt, amelyet teljes egészében Tornike szerzett. A huszonhat fős döntőben végül a huszonharmadik helyen végeztek. 2019-ben részt vett a Grúz Idol tehetségkutatóban, ahol december 31-én a döntőt sikerült megnyernie, így ő képviselheti hazáját a 2020-as Eurovíziós Dalfesztiválon. Érdekesség, hogy a tehetségkutató élő adásiban az első élő adást kivéve minden héten első helyen végzett.
2020. január 30-án vált hivatalossá, hogy versenydala a "Take Me As I Am" címet viseli. A dalt az előzetes sorsolás alapján először a május 14-i második elődöntő második felében adta volna elő, azonban március 18-án az Európai Műsorsugárzók Uniója bejelentette, hogy 2020-ban nem tudják megrendezni a versenyt a COVID–19-koronavírus-világjárvány miatt. A grúz műsorsugárzó jóvoltából az énekes lehetőséget kapott az ország képviseletére a következő évben egy új versenydallal. 2021. március 1-jén vált hivatalossá, hogy versenydala a "You" címet viseli. A dalt március 15-én mutatták be az Eurovíziós Dalfesztivál hivatalos YouTube-csatornáján.

## Diszkográfia

### Kislemezek
- Take Me As I Am (2020)
- You (2021)

### Közreműködések
- You Are My Sunshine (Giorgi Bolotashvil, 2017)